# Élections municipales de 2005 à Laval
Les élections municipales de 2005 à Laval se déroulent le 6 novembre 2005. Ces élections sont les premières tenues en vertu de la Loi sur les élections et les référendums dans les municipalités adoptée en 2001 par l'Assemblée nationale du Québec, qui instaure une nouvelle procédure prévoyant de tenir les élections de tous les postes municipaux dans toutes les municipalités la même journée.
En poste depuis 1989, le maire sortant Gilles Vaillancourt obtient 74,61 % des voix et remporte les élections. Sa plus proche rivale, Audrey Boisvert, une étudiante au cégep de 18 ans, obtient 16 %.  

## Mairie
- Maire sortant : Gilles Vaillancourt

| Parti                             | Parti                             | Candidats                         | Voix    | %     |
| --------------------------------- | --------------------------------- | --------------------------------- | ------- | ----- |
|                                   | PRO des Lavallois                 | Gilles Vaillancourt               | 58 804  | 74,61 |
|                                   | Indépendante                      | Audrey Boisvert                   | 12 613  | 16,00 |
|                                   | Indépendant                       | Emilio Migliozzi                  | 3 928   | 4,98  |
|                                   | Indépendant                       | Régent Millette                   | 3 474   | 4,41  |
|                                   |                                   |                                   |         |       |
| Votes valides                     | Votes valides                     | Votes valides                     | 78 819  | 96,54 |
| Bulletins rejetés                 | Bulletins rejetés                 | Bulletins rejetés                 | 2 822   | 3,46  |
| Total                             | Total                             | Total                             | 81 641  | 100   |
| Abstention                        | Abstention                        | Abstention                        | 185 772 | 69,47 |
| Nombre d'inscrits / participation | Nombre d'inscrits / participation | Nombre d'inscrits / participation | 267 413 | 30,53 |

## Districts électoraux

### Résumé
| Parti | Parti             | Candidats | Sièges |
| ----- | ----------------- | --------- | ------ |
|       | PRO des Lavallois | 21        | 21     |
|       | Indépendants      | 17        | 0      |

### Résultats individuels
| Candidat                          | Candidat                          | Parti                             | Voix   | %       |
| --------------------------------- | --------------------------------- | --------------------------------- | ------ | ------- |
|                                   | Jacques St-Jean                   | PRO des Lavallois                 | 2 939  | 73,60   |
|                                   | Christian Lajoie                  | Indépendant                       | 548    | 13,72   |
|                                   | Franklin Valois                   | Indépendant                       | 506    | 12,68   |
| Total                             | Total                             | Total                             | 3 993  | 100 %   |
| Bulletins rejetés                 | Bulletins rejetés                 | Bulletins rejetés                 | 113    | –       |
| Nombre d'inscrits / Participation | Nombre d'inscrits / Participation | Nombre d'inscrits / Participation | 12 401 | 33,11 % |

| Candidat | Candidat        | Parti             | Voix            | %               |
| -------- | --------------- | ----------------- | --------------- | --------------- |
|          | Sylvie Clermont | PRO des Lavallois | Sans opposition | Sans opposition |

| Candidat                          | Candidat                          | Parti                             | Voix   | %       |
| --------------------------------- | --------------------------------- | --------------------------------- | ------ | ------- |
|                                   | Madeleine Sollazzo                | PRO des Lavallois                 | 2 884  | 70,05   |
|                                   | Tino Rossi                        | Indépendant                       | 1 233  | 29,95   |
| Total                             | Total                             | Total                             | 4 117  | 100 %   |
| Bulletins rejetés                 | Bulletins rejetés                 | Bulletins rejetés                 | 159    | –       |
| Nombre d'inscrits / Participation | Nombre d'inscrits / Participation | Nombre d'inscrits / Participation | 12 073 | 35,42 % |

| Candidat                          | Candidat                          | Parti                             | Voix   | %       |
| --------------------------------- | --------------------------------- | --------------------------------- | ------ | ------- |
|                                   | Michèle Des Trois Maisons         | PRO des Lavallois                 | 2 466  | 58,16   |
|                                   | François Bordeleau                | Indépendant                       | 1 480  | 34,91   |
|                                   | Robert Allard                     | Indépendant                       | 294    | 6,93    |
| Total                             | Total                             | Total                             | 4 240  | 100 %   |
| Bulletins rejetés                 | Bulletins rejetés                 | Bulletins rejetés                 | 147    | –       |
| Nombre d'inscrits / Participation | Nombre d'inscrits / Participation | Nombre d'inscrits / Participation | 11 060 | 39,67 % |

| Candidat                          | Candidat                          | Parti                             | Voix   | %       |
| --------------------------------- | --------------------------------- | --------------------------------- | ------ | ------- |
|                                   | Francine Légaré                   | PRO des Lavallois                 | 2 536  | 71,52   |
|                                   | Alain Bordeleau                   | Indépendant                       | 776    | 21,88   |
|                                   | Carmen Beauséjour                 | Indépendant                       | 234    | 6,60    |
| Total                             | Total                             | Total                             | 3 546  | 100 %   |
| Bulletins rejetés                 | Bulletins rejetés                 | Bulletins rejetés                 | 120    | –       |
| Nombre d'inscrits / Participation | Nombre d'inscrits / Participation | Nombre d'inscrits / Participation | 11 767 | 31,15 % |

| Candidat | Candidat              | Parti             | Voix            | %               |
| -------- | --------------------- | ----------------- | --------------- | --------------- |
|          | Jean-Jacques Lapierre | PRO des Lavallois | Sans opposition | Sans opposition |

| Candidat | Candidat      | Parti             | Voix            | %               |
| -------- | ------------- | ----------------- | --------------- | --------------- |
|          | Benoît Fradet | PRO des Lavallois | Sans opposition | Sans opposition |

| Candidat | Candidat      | Parti             | Voix            | %               |
| -------- | ------------- | ----------------- | --------------- | --------------- |
|          | Norman Girard | PRO des Lavallois | Sans opposition | Sans opposition |

| Candidat | Candidat       | Parti             | Voix            | %               |
| -------- | -------------- | ----------------- | --------------- | --------------- |
|          | Yvon Martineau | PRO des Lavallois | Sans opposition | Sans opposition |

| Candidat                          | Candidat                          | Parti                             | Voix   | %       |
| --------------------------------- | --------------------------------- | --------------------------------- | ------ | ------- |
|                                   | Lucie Hill Larocque               | PRO des Lavallois                 | 2 789  | 78,65   |
|                                   | Alexandre Foisy                   | Indépendant                       | 1 063  | 21,35   |
| Total                             | Total                             | Total                             | 3 546  | 100 %   |
| Bulletins rejetés                 | Bulletins rejetés                 | Bulletins rejetés                 | 151    | –       |
| Nombre d'inscrits / Participation | Nombre d'inscrits / Participation | Nombre d'inscrits / Participation | 12 275 | 30,12 % |

| Candidat                          | Candidat                          | Parti                             | Voix   | %       |
| --------------------------------- | --------------------------------- | --------------------------------- | ------ | ------- |
|                                   | Ginette Grisé                     | PRO des Lavallois                 | 2 153  | 61,90   |
|                                   | Robert Bordeleau                  | Indépendant                       | 1 247  | 35,85   |
|                                   | Jacquelin Mainville               | Indépendant                       | 78     | 2,25    |
| Total                             | Total                             | Total                             | 3 478  | 100 %   |
| Bulletins rejetés                 | Bulletins rejetés                 | Bulletins rejetés                 | 115    | –       |
| Nombre d'inscrits / Participation | Nombre d'inscrits / Participation | Nombre d'inscrits / Participation | 10 605 | 33,88 % |

| Candidat                          | Candidat                          | Parti                             | Voix   | %       |
| --------------------------------- | --------------------------------- | --------------------------------- | ------ | ------- |
|                                   | Jocelyne Guertin                  | PRO des Lavallois                 | 3 526  | 83,34   |
|                                   | Louis Bordeleau                   | Indépendant                       | 705    | 16,66   |
| Total                             | Total                             | Total                             | 4 231  | 100 %   |
| Bulletins rejetés                 | Bulletins rejetés                 | Bulletins rejetés                 | 196    | –       |
| Nombre d'inscrits / Participation | Nombre d'inscrits / Participation | Nombre d'inscrits / Participation | 12 025 | 36,82 % |

| Candidat | Candidat                | Parti             | Voix            | %               |
| -------- | ----------------------- | ----------------- | --------------- | --------------- |
|          | Ginette Legault Bernier | PRO des Lavallois | Sans opposition | Sans opposition |

| Candidat                          | Candidat                          | Parti                             | Voix   | %       |
| --------------------------------- | --------------------------------- | --------------------------------- | ------ | ------- |
|                                   | Basile Angelopoulos               | PRO des Lavallois                 | 3 590  | 89,93   |
|                                   | Gopal Arora                       | Indépendant                       | 247    | 6,19    |
|                                   | Samira Tasli                      | Indépendant                       | 155    | 3,88    |
| Total                             | Total                             | Total                             | 3 992  | 100 %   |
| Bulletins rejetés                 | Bulletins rejetés                 | Bulletins rejetés                 | 112    | –       |
| Nombre d'inscrits / Participation | Nombre d'inscrits / Participation | Nombre d'inscrits / Participation | 12 830 | 31,99 % |

| Candidat | Candidat            | Parti             | Voix            | %               |
| -------- | ------------------- | ----------------- | --------------- | --------------- |
|          | Alexandre Duplessis | PRO des Lavallois | Sans opposition | Sans opposition |

| Candidat                          | Candidat                          | Parti                             | Voix   | %       |
| --------------------------------- | --------------------------------- | --------------------------------- | ------ | ------- |
|                                   | Pierre Cléroux                    | PRO des Lavallois                 | 3 155  | 77,96   |
|                                   | Sylvain A. Trottier               | Indépendant                       | 892    | 22,04   |
| Total                             | Total                             | Total                             | 4 047  | 100 %   |
| Bulletins rejetés                 | Bulletins rejetés                 | Bulletins rejetés                 | 131    | –       |
| Nombre d'inscrits / Participation | Nombre d'inscrits / Participation | Nombre d'inscrits / Participation | 14 843 | 28,15 % |

| Candidat | Candidat            | Parti             | Voix            | %               |
| -------- | ------------------- | ----------------- | --------------- | --------------- |
|          | Jean-Jacques Beldié | PRO des Lavallois | Sans opposition | Sans opposition |

| Candidat | Candidat      | Parti             | Voix            | %               |
| -------- | ------------- | ----------------- | --------------- | --------------- |
|          | Robert Plante | PRO des Lavallois | Sans opposition | Sans opposition |

| Candidat                          | Candidat                          | Parti                             | Voix   | %       |
| --------------------------------- | --------------------------------- | --------------------------------- | ------ | ------- |
|                                   | Yvon Bromley                      | PRO des Lavallois                 | 2 621  | 75,86   |
|                                   | Kenvin Christo Lefebvre           | Indépendant                       | 834    | 24,14   |
| Total                             | Total                             | Total                             | 3 455  | 100 %   |
| Bulletins rejetés                 | Bulletins rejetés                 | Bulletins rejetés                 | 120    | –       |
| Nombre d'inscrits / Participation | Nombre d'inscrits / Participation | Nombre d'inscrits / Participation | 11 529 | 31,01 % |

| Candidat                          | Candidat                          | Parti                             | Voix   | %       |
| --------------------------------- | --------------------------------- | --------------------------------- | ------ | ------- |
|                                   | André Boileau                     | PRO des Lavallois                 | 3 659  | 76,21   |
|                                   | Robert Bordeleau                  | Indépendant                       | 1 142  | 23,79   |
| Total                             | Total                             | Total                             | 4 801  | 100 %   |
| Bulletins rejetés                 | Bulletins rejetés                 | Bulletins rejetés                 | 98     | –       |
| Nombre d'inscrits / Participation | Nombre d'inscrits / Participation | Nombre d'inscrits / Participation | 14 751 | 33,21 % |

| Candidat                          | Candidat                          | Parti                             | Voix   | %       |
| --------------------------------- | --------------------------------- | --------------------------------- | ------ | ------- |
|                                   | Denis Robillard                   | PRO des Lavallois                 | 3 267  | 74,47   |
|                                   | Yvan Montplaisir                  | Indépendant                       | 1 120  | 25,53   |
| Total                             | Total                             | Total                             | 4 387  | 100 %   |
| Bulletins rejetés                 | Bulletins rejetés                 | Bulletins rejetés                 | 146    | –       |
| Nombre d'inscrits / Participation | Nombre d'inscrits / Participation | Nombre d'inscrits / Participation | 14 826 | 30,57 % |